# Boeing RC-135
Boeing RC-135 (заводское обозначение — Boeing 739) — семейство крупных стратегических разведывательных самолётов, построенных американской корпорацией The Boeing Company и модернизированных различными компаниями, включая General Dynamics, Lockheed Corporation, Ling-Temco-Vought, E-Systems и L-3 Communications.
Самолёты созданы на базе транспортного самолёта C-135 Stratolifter и заправщика KC-135 Stratotanker; эксплуатируются в Военно-воздушных силах США и Великобритании.

С момента принятия на службу в 1960-х годах RC-135 участвовали во всех военных операциях с участием армии США, в том числе: война во Вьетнаме, «Вспышка ярости» (Гренада), «Каньон Эльдорадо» (Ливия), «Правое дело» (Панама), «Обдуманная сила» (Босния), «Союзная сила» (Югославия), «Щит пустыни» и «Буря в пустыне» (Кувейт), «Несокрушимая свобода» и Иракская война. 

В холодную войну RC-135 выполняли наблюдение за советскими системами ПВО и отслеживали запуски советских межконтинентальных ракет.

## Версии

### RC-135R
Когда в 1956 году компания Boeing начала серийное производство реактивных воздушных заправщиков KC-135, а затем и их транспортной версии C-135 для американских ВВС, достаточно скоро назрела идея использовать этот самолёт и для других нужд, благо большой объём фюзеляжа позволял разместить множество различного оборудования. 
В 1963 году два KC-135A (борты 55-3121 и 59-1465) были переделаны в комбинированные заправщики-разведчики KC-135R (от Reconnaissance Platforms — Рекогносцировочная платформа, не путать с версией KC-135R с двигателями CFM56), имея при этом радиотехническую систему дальней навигации (РСДН), из-за чего были «утыканы» 15 антеннами, за что получили прозвища Porcupine (с англ. — «Дикобраз»).
Позже самолёты подвергли ещё одной переделке, в ходе которой число антенн сократилось до 3, зато у штатного метеорадара в передней части был удлинён обтекатель со смещением метеорадара вперёд, что позволило разместить за ним систему разведки связи модели AN/AMQ-15 (ранее была испытана на опытном 367-80). Кроме того, у борта 59-1465 в хвостовой части по бокам были добавлены обтекатели каплевидной формы, внутри которых находились антенны системы разведки связи.
Позже по данной схеме были переоборудованы ещё два дозаправщика — борты 58-0124 и 59-1514, после чего машины получили обозначение RC-135R и кодовое обозначение Rivet Stand (с англ. — «Заклёпочный стенд» — подразумевалось их использование в качестве испытательных стендов для разведоборудования). Преимущественно их использовали в качестве летающих лабораторий, а также для обучения экипажей КС-135, однако периодически передавали 82-й разведэскадрилье для разведки целей в юго-восточной Азии. 17 июля 1967 года борт 59-1465 разбился при вылете с авиабазы Оффатт (штат Небраска), при этом погиб один человек; для его замены был переоборудован борт 58-0126, который получил кодовое обозначение Rivet Quick (с англ. — «Быстрая заклёпка»). В 1971 году борт 55-3121 был переоборудован в тренировочный самолёт RC-135T, тогда как с остальных трёх сняли специальное оборудование, переделав их обратно в обычные KC-135A.

### RC-135A

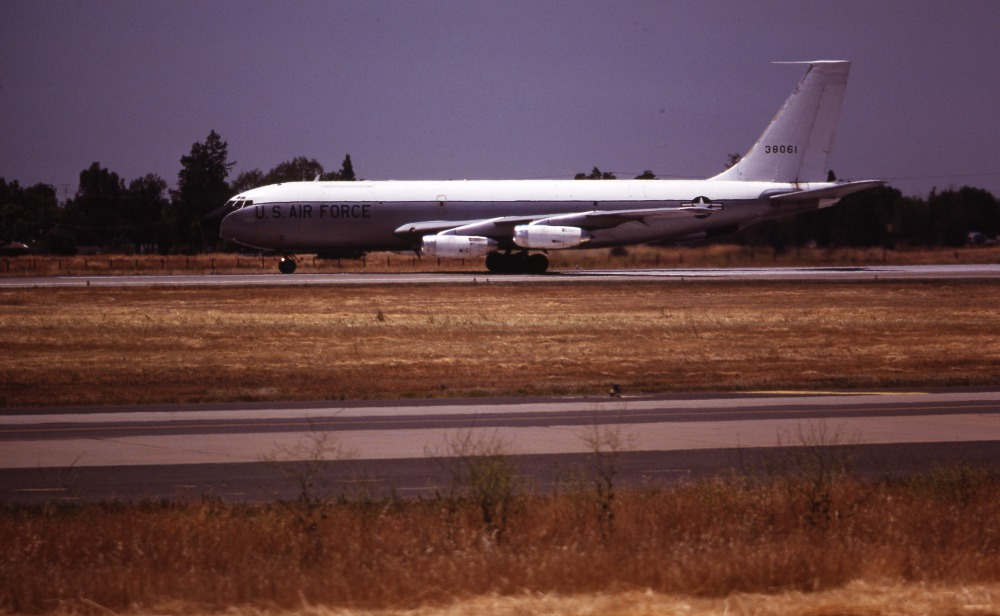
RC-135A (1979 год)

RC-135A (заводское обозначение — 739—700) собственно стали первыми полноценными представителями RC-135, так как у них, в отличие от прототипов, отсутствовала заправочная штанга в хвостовой части. Всего изначально было заказано 9 самолётов, но построено всего 4 (борты 63-8058—63-8061), первый из которых выехал за ворота завода в Рентоне (штат Вашингтон) 15 апреля 1964 года; при этом самолёты сразу были покрашены в тёмно-серый цвет. RC-135A предназначались для фоторазведки, для чего за передней стойкой шасси на месте переднего фюзеляжного топливного бака был размещён отсек с фотоаппаратурой, который был закрыт люком с плоским стеклом. Чтобы при взлёте и посадке данное стекло не повреждалось, его защищала большая сдвижная крышка, выступавшая за обводы фюзеляжа. Самолёты относились к 1370-му аэрофотосъемочному авиакрылу (авиабаза Тэрнер, штат Джорджия) и использовались для воздушной фотосъёмки и картографии; в рамках операции Burning Light (с англ. — «Горящий свет») выполняли разведывательные полёты над Французской Полинезией. В 1972 году RC-135A переоборудовали в транспортные версии, так как с их функциями уже успешно справлялись космические спутники, а в 1979 году они были переоборудованы в воздушные дозаправщики KC-135D.

### RC-135B

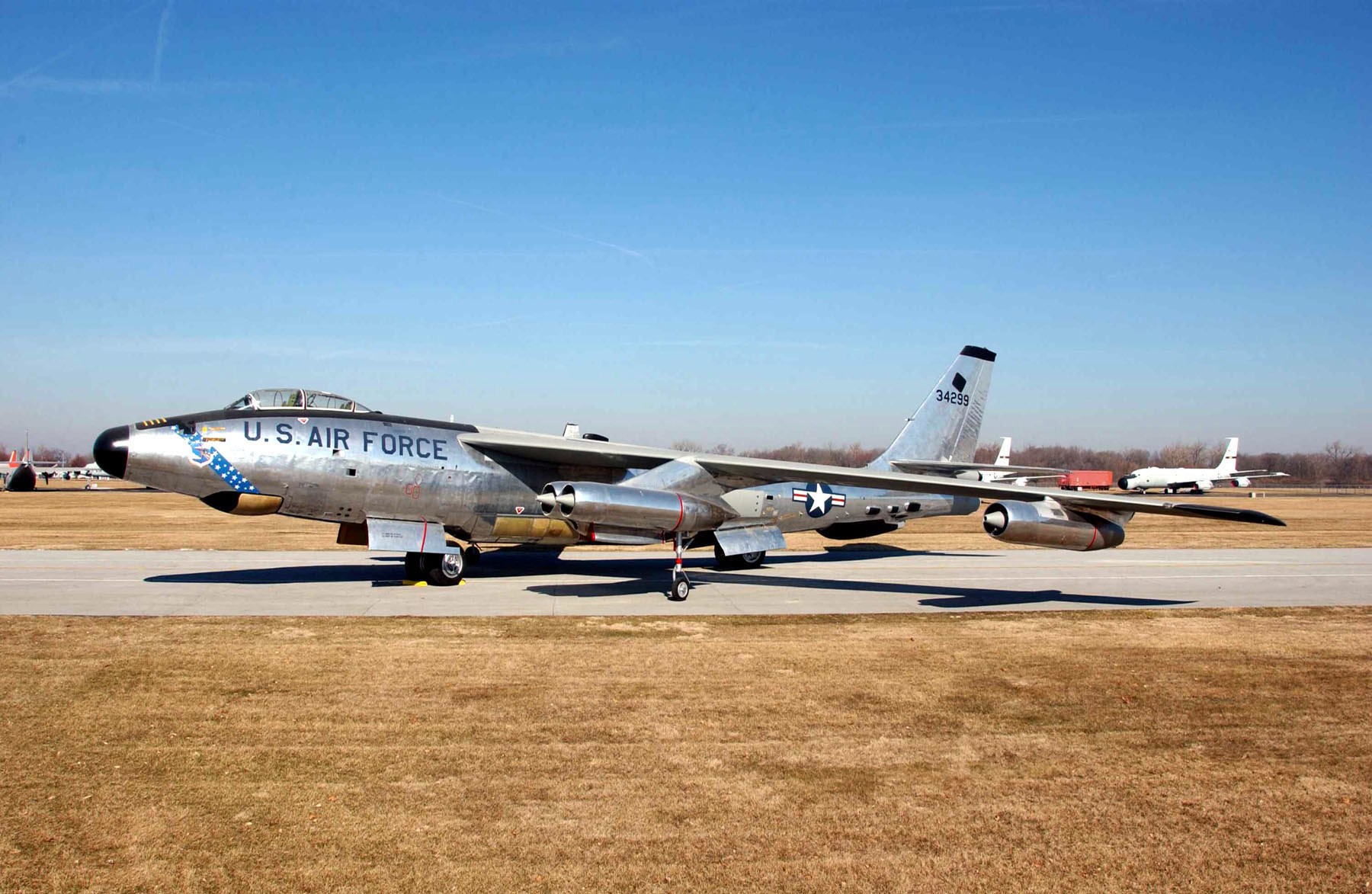
RB-47H Stratojet

Следующей моделью стал RC-135B (заводское обозначение — 739-445В), по конструкции аналогичный транспортной модели C-135B (двигатели Pratt & Whitney TF33-Р-5 и увеличенная площадь хвостового оперения). Собственно Boeing построил только 10 планеров, окрашенных в серебристый цвет, которые далее были направлены на Martin Aircraft в Балтимор (штат Мэриленд) для установки разведывательной аппаратуры в рамках программы Big Safari. В 1964—1965 годы RC-135B были переданы 55-му стратегическому разведывательному крылу (авиабаза Оффатт, штат Небраска), в составе которого занимались электронной разведкой. Однако в ходе эксплуатации выявлялись значительные нарушения в работе радиоэлектронного оборудования, поэтому новые самолёты были достаточно быстро возвращены в Балтимор для переделки.

### RC-135C

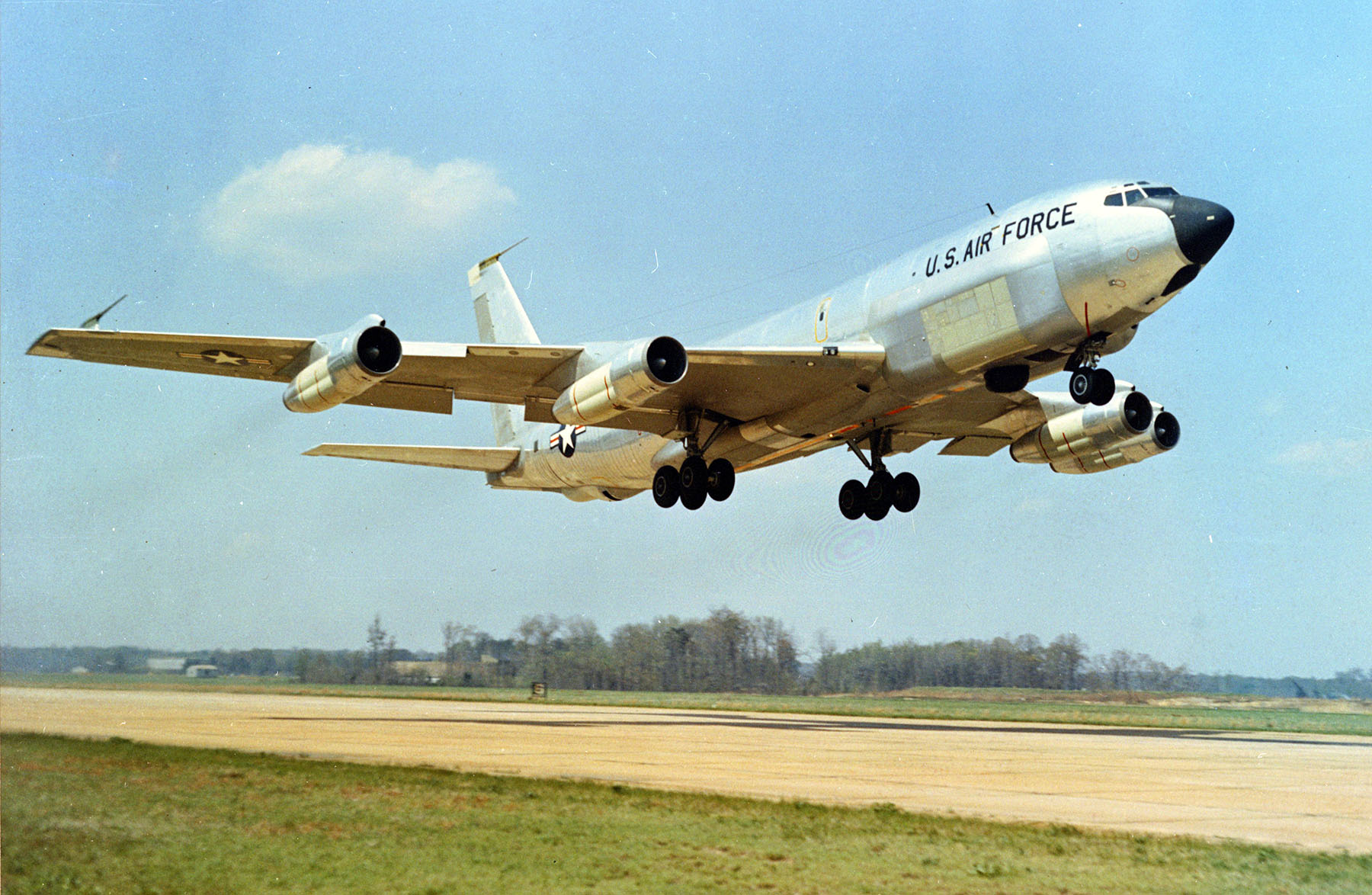
RC-135C Big Team (1969 год)

Переделка RC-135B затянулась, поэтому экипажи были вынуждены использовать уже устаревшие RB-47H, условия работы на котором для операторов разведоборудования («воронов») были поистине «спартанскими», ведь внутри переоборудованного бомбардировщика было достаточно холодно и тесно, из-за чего разместиться могли только два—три «ворона».
Только в 1967 году в войска вернулись переделанные RC-135B, которые получили обозначение RC-135C и кодовое имя Big Team (с англ. — «Большая команда»), так как экипаж состоял из двух пилотов, двух штурманов и 15—17 «воронов». На самолёте были применены новейшие на тот момент разведывательные радиоэлектронные системы AN/ASD-1 и AN/USD-7, а в хвостовой части дополнительно поставлен аэрофотоаппарат КА-59. Также в носовой части по бокам появились большие, напоминающие стручки обтекатели, которые тянулись вплоть до передней кромки крыла и закрывали собой антенны аппаратуры радиотехнической разведки QRC-259; за эти обтекатели RC-135C получили прозвище Chipmunk (с англ. — «Бурундук»). Среди операторов разведоборудования данные самолёты сразу завоевали заслуженную любовь, так как, несмотря на увеличение числа людей на борту, у каждого было достаточно просторное рабочее место; с поступлением Big Team все RB-47H были сняты с эксплуатации. Также новые самолёты-разведчики были оборудованы системой дозаправки, что позволяло им оставаться в воздухе до 72 часов (ограничение по потреблению масла двигателями). Big Team выполняли разведывательные полёты по программе Burning Pipe (с англ. — «Горящая труба»). По имеющимся данным, все 10 самолётов по прежнему остаются в строю, будучи при этом модернизированы до версий RC-135U или RC-135V.

### RC-135D

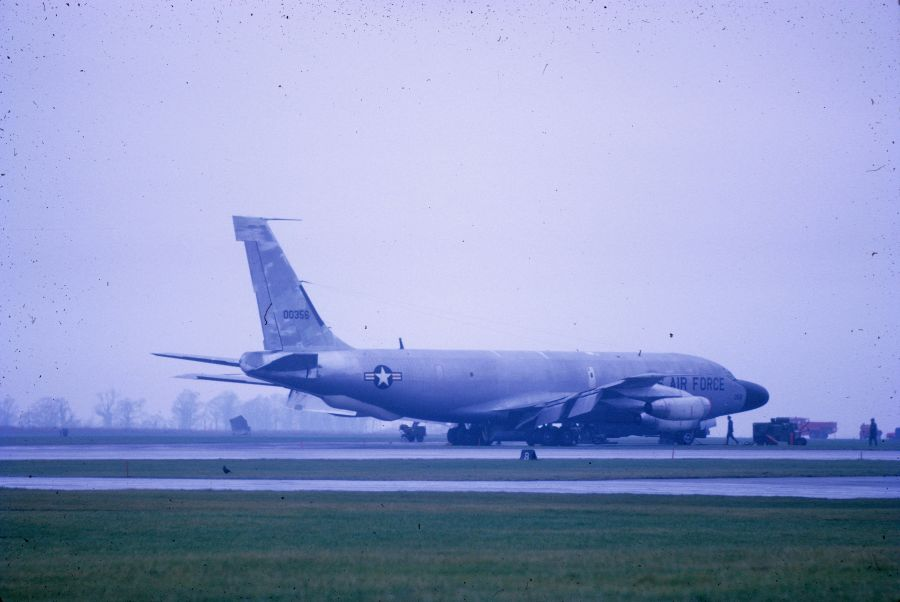
RC-135D Rivet Brass на авиабазе Милденхолл

В 1961 году завод Boeing построил три транспортных самолёта, которые получили обозначение C-135A (борты 60-0356, 60-0357 и 60-0362), но фактически являлись KC-135A без заправочной штанги, хотя при этом сохранили её крепление и место оператора заправки. Данные самолёты получили прозвище C-135 False, чтобы избежать путаницы с оригинальными C-135. 19 мая 1961 года борт 60-0356 совершил первый полёт, а 8 июня поступил к военным. В 1963—1964 годы все три прототипа C-135A были переделаны в разведывательные самолёты, при этом сперва получив обозначение KC-135A-II, после чего, в рамках операции Office Boy (с англ. — «Курьер»), их направили на Аляску для разведывательных полётов близ границ СССР. 1 января 1965 года все три самолёта были переименованы в RC-135D, получив при этом кодовое имя Cotton candy (с англ. — «Сахарная вата»).
Самолёты имели по бокам носовой части обтекатели антенн РТР, по форме напоминающие половинки цилиндра, но позже эти обтекатели были сняты, а взамен перед крылом в нижней части фюзеляжа поставили радар кругового обзора. Модернизированные самолёты получили при этом новое кодовое обозначение — Rivet Brass (с англ. — «Заклёпочная латунь»). RC-135D выполняли полёты над Северным Ледовитым океаном близ северных границ Советского Союза, но их двигатели J57 при этом отличались повышенным расходом топлива. Появление новых RC-135 с более экономичными двигателями TF33 привело к тому, что в 1975—1979 годы все три RC-135D были переделаны в заправщики KC-135R.

### RC-135E

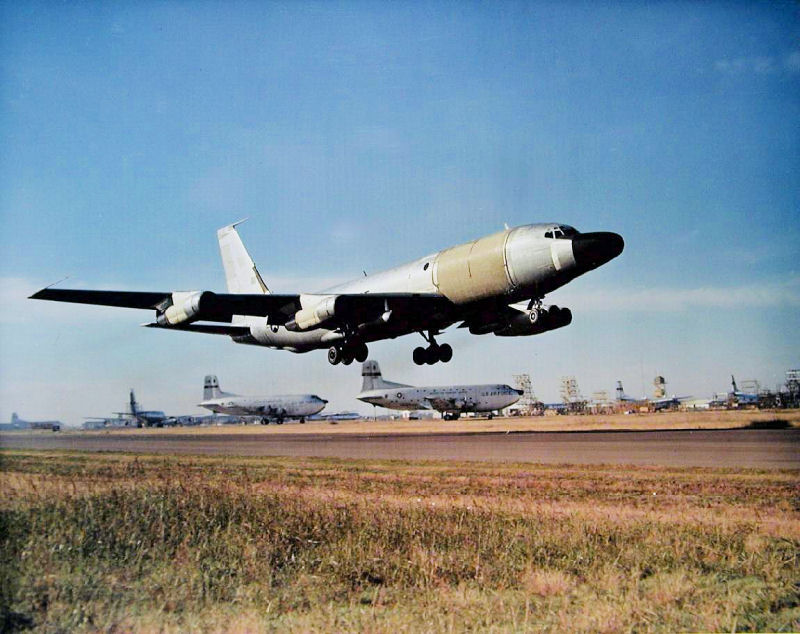
RC-135E Rivet Amber

Уникальный самолёт, созданный в единичном экземпляре (борт 62-4137); первоначально построенный как C-135B-II, он предназначался для слежения за испытаниями советских межконтинентальных баллистических ракет, в связи с чем 30 сентября 1963 года был передан компании Ling-Temco-Vought для доработки. В его носовой части была поставлена мощнейшая радиолокационная станция бокового обзора (РЛСБО) проекта 863 и производства Hughes Electronics с фазированной антенной решёткой, при этом пришлось удалить фрагмент правого борта от пилотской кабины до передней кромки крыла, заменив его огромным радиопрозрачным обтекателем, который повторял исходный контур фюзеляжа; вопреки распространенным убеждениям, левый борт при этом остался без изменений, как и грузовая дверь в нём. РЛСБО могла отслеживать объекты размером с футбольный мяч на удалении до 480 км, а межконтинентальные баллистические ракеты — на удалении в несколько сотен километров, при условии полёта над стратосферой. Однако при таких возможностях установка имела существенный недостаток — во время работы она создавала опасное высокочастотное излучение, поэтому для защиты экипажа спереди и сзади станции поставили массивные свинцовые экраны; сквозной проход по самолёту во время работы РЛСБО был запрещён. Общий вес установки составлял 16 063 кг.
Сама установка для работы требовала огромное количество энергии, которое штатные генераторы не могли обеспечить, поэтому под корневой частью левого полукрыла на пилоне крепился обтекаемый контейнер, внутри которого был расположен турбогенератор мощностью 350 кВт, приводом которого являлся вертолётный двигатель Lycoming T55-L-5 мощностью 2200 л. с. Под корневой частью правого полукрыла был установлен ещё один такой же обтекаемый контейнер, внутри которого находился теплообменник для отвода тепла от аппаратуры. Оба эти обтекателя для неспециалистов выглядели как реактивные двигатели, в связи с чем появилось ложное мнение о шестидвигательном RC-135E. В увеличенном носовом обтекателе («свиное рыло») была расположена система AN/AMQ-15.
Стоимость Rivet Amber в ценах того времени составила 35 миллионов долларов, что делало его самым дорогим самолётом американских ВВС. Также, по некоторым данным, это был самый тяжёлый представитель семейства RC-135.
Только 30 марта 1966 года борт 62-4137 поступил на Аляску, где сперва получил прозвище Lisa Ann, в честь Лизы Энн О’Рир (англ. Lisa Ann O'Rear) — дочери руководителя программы Big Safari, но позже получил кодовое обозначение Rivet Amber (с англ. — «Заклёпочный янтарь»).
5 июня 1969 года в ходе перегоночного рейса Симия — Фэрбанкс спустя полтора часа полёта связь с Rivet Amber прервалась; никаких следов самолёта в Беринговом море найти не удалось. Среди вероятных причин называется усталостное разрушение фюзеляжа, который был ослаблен удалением части конструкции для установки огромного обтекателя под РЛСБО на правом борту. Однако более вероятно, что в полёте разрушилось хвостовое оперение, повреждённое накануне при посадке в условиях сильной турбулентности (для его ремонта самолёт и летел на материк).

### RC-135M

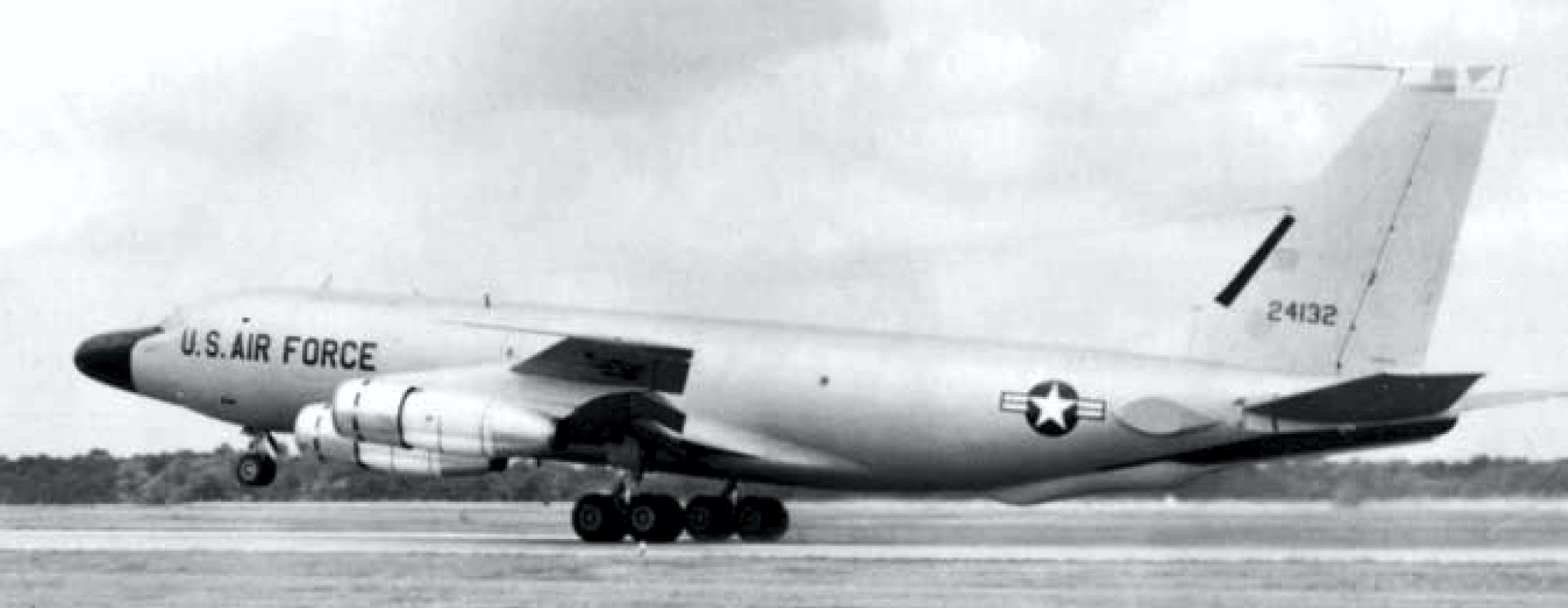
RC-135M на авиабазе Кадена (Окинава, примерно 1968 год)

В 1967—1968 годах шесть С-135В (борты 62-4131, 62-4132, 62-4134, 62-4135, 62-4138 и 62-4139) были переоборудованы в разведывательные самолёты, которые получили обозначение RC-135M и кодовое обозначение Rivet Card (с англ. — «Заклёпочная карта»). Как и у RC-135D, они имели вытянутый носовой обтекатель с системой AN/AMQ-15 (это уже вообще стало характерной особенностью самолётов-разведчиков), а в киле была также врезана антенна. Кроме того, по бокам в хвосте фюзеляжа перед самыми стабилизаторами появились каплеобразные обтекатели антенн с плоскими боками, а на месте заправочной штанги поставили большой радиопрозрачный обтекатель с двумя «горбами». Четыре штыревые антенны находились вверху и внизу фюзеляжа, а под центропланом близ передней кромки разместились две квадратные радиопрозрачные панели. Что до внутренней начинки, то на борту была смонтирована упрощённая, по сравнению с аналогичной на RC-135C, система ELINT, но также и COMINT с более широкими возможностями.
В период Вьетнамской войны в рамках операции Burning Candy (с англ. — «Горящая конфета»), RC-135M были переданы 82-й разведэскадрилье, которая базировалась на авиабазе Кадена (Япония), выполняя радиоэлектронную разведку над заливом Бакбо и Лаосом; сама операция позже была переименована в Combat Apple (с англ. — «Боевое яблоко»).
Со временем все шесть RC-135M были переделаны в более совершенные RC-135W.

### RC-135S

#### Rivet Ball
Для слежения за испытаниями советских МБР американской армии требовались самолёты телеметрической разведки и фоторазведки. Хотя с 1958 года для телеметрической разведки использовались EB-47E(TT) в количестве трёх штук, эти самолёты имели существенный недостаток — они не могли фотографировать цели и измерять их траектории. Тогда 31 декабря 1961 года была начата переделка летающей лаборатории JKC-135A (борт 59-1491) в разведчика; данная модель получила обозначение RC-135S. При переделке на правом борту перед крылом поставили три большие горизонтальные антенны-диполя, которые располагались на широких трапециевидных пилонах друг над другом; ещё одна такая антенна крепилась на грузовой двери. Данные антенны предназначались для перехвата данных телеметрии, которые передавались с ракеты. Однако главной особенностью RC-135S стало то, что на правом борту в первой половине (примерно от передней стойки шасси и до середины центроплана) появились расположенные в ряд 10 больших круглых окон, из-за чего разведчик стал походить на авиалайнер. На самом деле эти окна использовались для траекторных измерений, фото- и киносъемки боеголовок ракет, входящих в атмосферу. Также над центропланом поставили блистер, где сидел наводчик фото- и киноаппаратуры. С помощью оптического прицела, аппаратура вручную наводилась на цель, после чего слежение за целью выполнялось с помощью автоматики. Для избежания бликов от конструкции планера, который не был окрашен, верх полукрыла и внутренние части обеих мотогондол на правой стороне были выкрашены в чёрный цвет, а вокруг блистера наводчика нарисовали большой чёрный круг.
1 марта 1963 года борт 59-1491 поступил в ВВС, где в рамках операции Nancy Rae (с англ. — «Нэнси Рэй») сперва числился на балансе, но позже был передан 4157-му стратегическому авиакрылу и в рамках операции Wanda Belle (с англ. — «Красотка Ванда») стал выполнять разведывательные полёты. При этом данные полёты RC-135S сперва выполнял наравне с RC-135D, из-за чего даже возникло ложное убеждение, что он является модификацией последнего. В 1967 году борт 59-1491 получил кодовое обозначение Rivet Ball (с англ. — «Заклёпочный шар»), а 4 октября 1968 года он сумел сделать первое фото испытаний советской ракеты 8К67П с РГЧИН, за что экипаж впоследствии был награждён Воздушной медалью. Основной проблемой таких полётов было то, что базой для самолёта являлся аэродром на относительно небольшом островке Симия в гряде Алеутских островов, а сам борт 59-1491 был достаточно старым, из-за чего на нём применялись уже устаревшие двигатели Pratt & Whitney J57, которые не были оборудованы реверсом, что увеличивало длину пробега. В результате 13 января 1969 года при посадке на обледенелый аэродром Rivet Ball не сумел остановиться в пределах полосы и выкатившись за её пределы упал в овраг. В этом происшествии никто не погиб, но сам самолёт из-за полученных повреждений восстановлению уже не подлежал. Через 6 часов после происшествия над островом неожиданно оказались два советских Ту-16, которые выполнили пролёт на небольшой высоте над аэродромом и обломками, после чего удалились.

#### Cobra Ball
Когда в январе 1969 года разбился Rivet Ball, а в июне того же года исчез Rivet Amber, американские военные оказались перед неприятным фактом: у них не было самолётов для наблюдения за полётами советских баллистических ракет. Хотя в рамках оборонной программы Cobra (с англ. — «Кобра») на острове Симия была построена станция наблюдения Cobra Dane (с англ. — «Кобра Дэн») системы PESA, а в море плавал Observation Island, нёсший на себе аналогичную по устройству систему Cobra Judy (с англ. — «Кобра Джуди»), требовались также воздушные разведчики, которые могли бы патрулировать небо близ советских границ. Тогда в спешном порядке компании E-Systems были переданы для переделки в RC-135S две летающие лаборатории NC-135B (борты 61-2663 и 61-2664), которые уже имели двигатели с реверсом тяги, то есть более подходящими для посадки на Семии. Машины получили систему MASINT и кодовое обозначение Cobra Ball (с англ. — «Шар кобры»); в отличие от первого самолёта, который не окрашивался, Cobra Ball имели серо-белую ливрею (за исключением киля).
24 октября 1969 года военным был передан борт 61-2663 Cobra Ball I. В отличие от Rivet Ball, число диполей на его правом борту сократилось до двух (убрали верхний). Также было только три больших круглых окна, первое из которых закрывалось сдвижной крышкой. За этими окнами размещались спектрометр и две системы фотоаппаратов и оптических датчиков. Для того, чтобы была возможность проявлять фотоплёнку во время полёта, в хвостовой части фюзеляжа оборудовали фотолабораторию. В передней нижней части фюзеляжа поставили три штыревые антенны, сзади — лепестковую антенну, а по бокам хвостовой части — каплеобразные обтекатели с плоскими бортами (как на RC-135M). В киль врезали антенну, за которой находились три квадратные радиопрозрачные панели, которые были достаточно заметны на неокрашенной обшивке.
Впоследствии Cobra Ball I подвергся модернизации, в ходе которой оба диполя сняли, установив на их месте нижнего коробчатый обтекатель с зализами в начале и конце, который затем также демонтировали; зато на правом борту появился большой квадратный радиопрозрачный «короб» с антеннами. От этого короба вдоль фюзеляжа до передней кромки крыла тянулись три большие шлейфовые антенны, при этом нижняя антенна был чуть короче остальных (см. фото); данные антенны служили для перехвата сигналов телеметрии. Кроме того, была снята крышка с переднего окна, а сразу за вторым прорезали ещё одно; над спаренными средними окнами и под корневой частью правого полукрыла появились две короткие шлейфовые антенны. В первом окне находилась система слежения среднего инфракрасного диапазона MIRA фирмы Textron, в двух средних — оптическая система слежения и видеозаписи изображения в реальном времени, а в четвёртом — телескоп с фокусным расстоянием 300 мм, через который отслеживались и фотографировались малоразмерные цели. Сверху над окнами (чуть впереди средних) появился диполь. Также на фюзеляже добавились две антенны спутниковой связи грибообразной формы и три небольших каплеобразных выступа: два над центропланом и один за крылом. В таком виде борт 61-2663 эксплуатировался как минимум до 1993 года; программа разведывательных полётов получила название Burning Star (с англ. — «Горящая звезда»).
В марте 1972 года в ВВС поступил борт 61-2664 Cobra Ball II, у которого также стояли два диполя, но по сравнению с Rivet Ball на сей раз отсутствовал средний, на месте которого стоял короткий обтекатель, сильно сплюснутый с боков. Окон было три, как сперва на предыдущей машине, но первое окно уже было без крышки. Между вторым и третьим окнами стояли четыре коротких шлейфовых антенны, которые были установлены друг под другом. Как и на Cobra Ball I, по бокам хвостовой части стояли такие же обтекатели, над которыми разместились каплеобразные выступы. Впоследствии нижний диполь был убран, а на его месте поставили коробчатый обтекатель с зализами спереди и сзади, аналогичный применённому на борту 61-2663, в верхней части фюзеляжа добавились два маленьких каплеобразных выступа. 15 марта 1981 года при посадке на острове Симия в условиях мощного шторма борт 61-2664 потерпел катастрофу, когда врезался в землю до полосы и разрушился, при этом погибли 6 из 24 человек на борту.

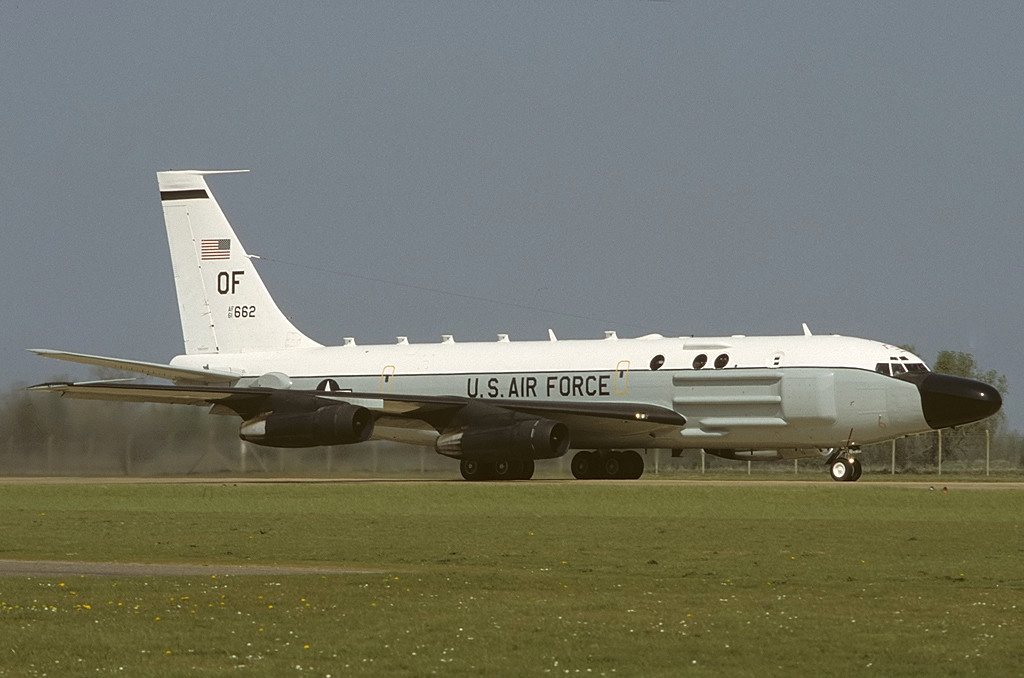
RC-135S Cobra Ball III

После потери уже второго RC-135S в строю оставался только борт 61-2663, а в случае и его потери американские военные могли вновь лишиться возможности вести наблюдения за советскими МБР. Тогда в течение всего двух недель были подготовлены документы на переделку С-135В с бортовым номером 61-2662, которые затем отдали на подпись президенту Рональду Рейгану, несмотря на то, что тот находился в больнице после покушения — настолько высокой была важность программы Burning Star! По внешнему виду и внутреннему устройству борт 61-2663 в целом соответствовал борту 61-2663 последней модификации.
В 2000-х года самолёты прошли модернизацию, в ходе которых получили новейшее оборудование. RC-135S способны обнаружить и сопровождать ракету на участке траектории протяженностью 450—500 км, с высокой точностью определить момент выключения ракетного двигателя, а также с точностью до 100 метров рассчитать точки старта и падения.
24 сентября 2022 года RC-135S «Cobra Ball» три самолёта впервые за долго время были подняты воздух: один на Аляской, два в центральной части США.

### RC-135T
Когда в 1971 году началось разоборудование опытных заправщиков-разведчиков KC-135R, борт 55-3121, который был первым из них, решили не переделывать в заправщик, оставив его в качестве тренировочного самолёта. Борту 55-3121 сперва присвоили обозначение KC-135T, но позже изменили на RC-135T; самолёт получил кодовое обозначение Rivet Dandy (с англ. — «Заклёпочный Денди») и использовался для обучения лётных экипажей RC-135S. Вопреки обозначению, RC-135T разведчиком уже не являлся, но при этом многие элементы от его прежней службы сохранились, в том числе увеличенный носовой обтекатель с системой SIGINT. Зато самолёт был лишён системы дозаправки в воздухе, а в 1973 году сняли и систему SIGINT, при этом носовой обтекатель остался без изменений. В 1982 году в рамках программы по модернизации KC-135A до версии KC-135E, борт 55-3121 был оснащён более экономичными двигателями Pratt & Whitney TF33-PW102.
25 февраля 1985 года экипаж на RC-135T отрабатывал учебный заход на посадку в аэропорту Валдес (штат Аляска), однако при этом по ошибке использовалась схема для турбовинтового de Havilland Canada DHC-7, который имеет более крутую траекторию снижения. В результате когда экипаж стал выполнять третий заход на 6,5 км севернее установленной траектории, борт 55-3121 врезался в гору близ аэропорта и полностью разрушился, а все находившиеся в нём три человека погибли. Несмотря на близость места катастрофы от аэродрома, обломки искали почти полгода, обнаружив их лишь 2 августа.

### RC-135U

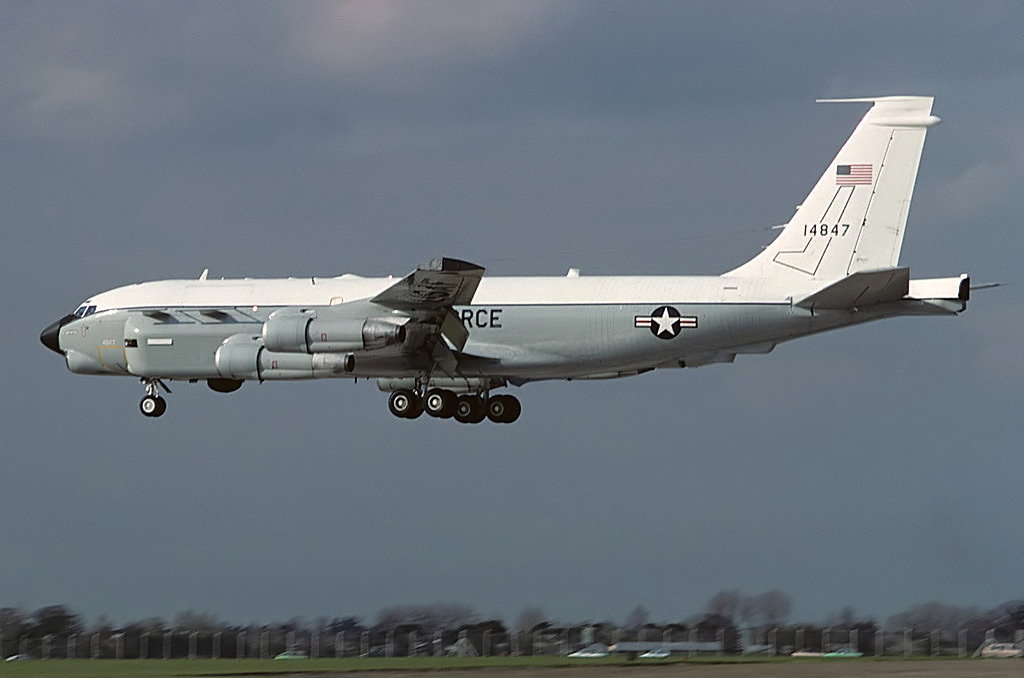
RC-135U Combat Sent

В начале 1970-х годов самолёт радиоэлектронной разведки RC-135C борт 63-9792 был модернизирован до версии RC-135U, которая также получила имя Combat Sent (с англ. — «Боевая отправка»). Появилось новое оборудование, и как следствие — дополнительные обтекатели. Так вместо небольшого каплеобразного обтекателя под носовой частью теперь стоял увеличенный угловатой обтекатель антенн обзора передней полусферы. Внизу фюзеляжа на уровне передней грузовой двери поставили радар кругового обзора AN/ALR-46 и пеленгатор сигналов QRC-501, которые были закрыты чашеобразным обтекателем. На законцовке фюзеляжа добавили коробчатый обтекатель антенн обзора задней полусферы. На киле ниже вершины появился сигарообразный обтекатель с радаром обзора задней полусферы Emerson MD-7. Антенны стояли и в утолщённых законцовках крыла с плоскими боковыми поверхностями.
Позже борт 63-9792 подвергли ещё одной доработке, в ходе которой увеличили носовой обтекатель, а его форма стала более округлая. Над боковыми обтекателями антенн появились по две дополнительные антенны-диполя на широких трапециевидных стойках, которые находились друг за другом (левая задняя антенна оказалась на грузовой двери), при этом оба конца задних антенн были соединены с фюзеляжем; в 1991 году эти антенны, как и обтекатель на киле с радаром MD-7, были сняты. На верху фюзеляжа поставили два нароста каплеобразной формы, которые находились над передней кромкой крыла и за крылом. У обтекателя под хвостовой частью фюзеляжа нижнюю поверхность сделали ступенчатой, при этом был убран фотоаппарат.
В 1971 году по данной схеме модернизировали ещё два RC-135C: борты 64-14847 и 64-14849. Позже с целью улучшить аэродинамику, компания E-Systems доработала большие обтекатели («щёки») в нижней передней части фюзеляжа, у которых удлинили передние части, при этом левый обтекатель стал перекрывать входной люк, из-за чего последний пришлось подвергнуть доработке. По имеющимся данным, все RC-135U до сих пор остаются в строю; приписаны они к авиабазе Оффатт (Небраска).

### RC-135V/W
С 1973 года началась модернизация семи оставшихся RC-135C (борты 64-14841—64-14846 и 64-14848) до версии RC-135V, которая получила имя Rivet Joint (с англ. — «Заклёпочное соединение»). Данные самолёты получили характерный удлинённый носовой обтекатель с системой AN/AMQ-15, обтекатель на месте заправочной штанги (как у RC-135M), и два выступа сверху фюзеляжа (как у RC-135U). Обновили и антенны РТР, при этом поменялась форма из радиопрозрачных частей. Но ещё одной характерной чертой самолёта стало то, что нижняя поверхность фюзеляжа оказалась «утыкана» большим числом различных антенн (от носа к хвосту): 3 штыревые антенны на переходнике обтекателя радара, 4 больших лепестковых антенны под центропланом, которые имели на концах овальные пластины, за крылом стояли Г-образная антенна, 3 больших штыревых, 5 малых штыревых и ещё одна Г-образная. В 1977 году в RC-135V был переделан и первый RC-135U (борт 63-9792).
В начале 1980-х годов все 6 самолётов RC-135M были доработаны до версии RC-135W, которая также получила обозначение Rivet Joint. По сравнению с вариантом C, у варианта M уже был увеличенный носовой обтекатель с системой AN/AMQ-15, зато отсутствовала РЛСБО, которую и поставили при доработке. В целом по внутреннему устройству варианты V и W оказались близки, а внешне они отличаются тем, что у V на мотогондолах внешних двигателей стоят воздухозаборники теплообменников.
Как и у варианта U, у вариантов V и W также были доработаны большие обтекатели в нижней передней части фюзеляжа. Когда в начале 1990-х годов эти самолёты стали летать над территорией бывшей Югославией, оказываясь в районах боевых действий, над соплами всех четырёх двигателей появились сигарообразные обтекатели, в которых находились генераторы инфракрасных помех «Хэв Сайрен», которые защищали от попадания зенитных ракет с тепловой головкой самонаведения. В 2000-х годах антенны на RC-135V/W были модернизированы, в связи с чем изменилась их конфигурация.

### RC-135X
Во второй половине 1980-х годов компания E-Systems переделала EC-135B борт 62-4128 в модель RC-135X, которая получила имя Cobra Eye (с англ. — «Глаз Кобры»). Данный самолёт предназначался для телеметрической разведки за МБР, отслеживая их вход в атмосферу. На правом борту находилось одно окно со сдвижной крышкой (как на RC-135S), за которым размещалась система траекторных измерений; также как на варианте S стоял увеличенный носовой обтекатель. Аппаратура слежения не была восприимчива к солнечным бликам, но правое крыло с мотогондолами под ним всё равно выкрасили в чёрный цвет — по традиции с остальными самолётами Cobra.
16 июля 1989 года Cobra Eye совершил свой первый боевой вылет, однако в феврале 1993 года из-за сокращения военного бюджета эти полёты прекратились, в связи с чем самолёт был разоборудован. В начале 1998 году борт 62-4128 решили снова вернуть в строй, в связи с чем его модернизировали по программе Cobra Ball 2 и присвоили обозначение RC-135X-СВ2. Известно, что на борту появился лазерный дальномер, чтобы определять расстояние до цели.

### TC-135

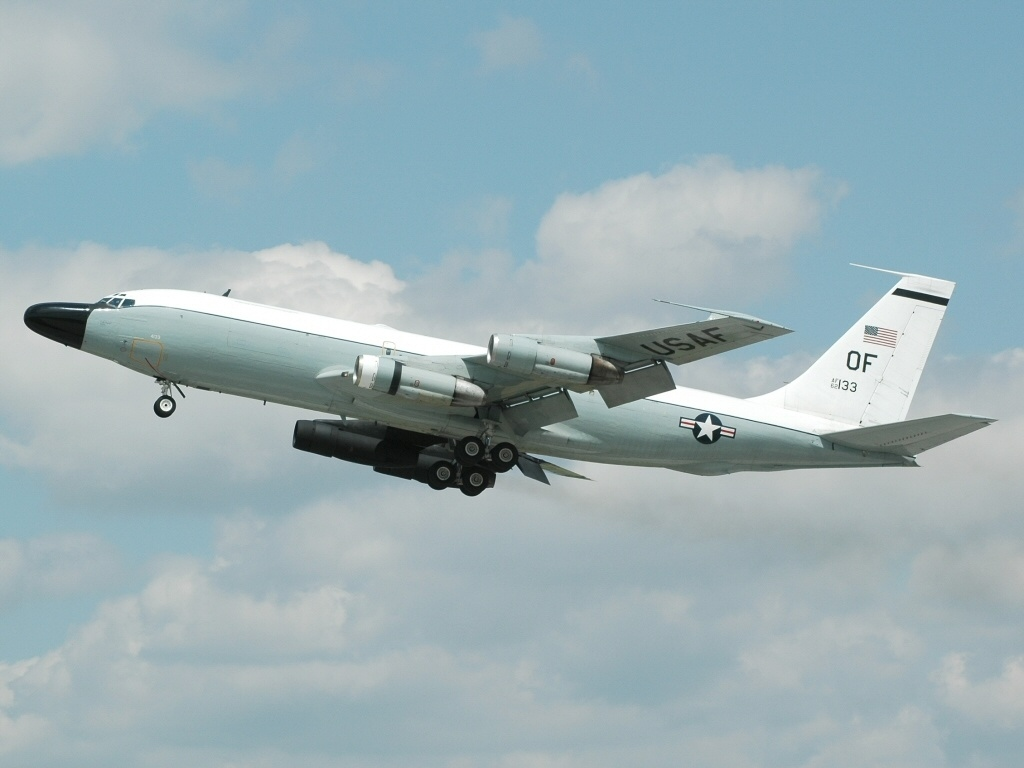
TC-135S North Star. Заметно, что правое полукрыло и мотогондолы под ним окрашены в чёрный цвет

Для замены разбившегося в 1985 году RC-135T вскоре был переоборудован бывший летающий командный пункт EC-135B с бортовым номером 62-4133, которому присвоили обозначение TC-135S и имя North Star (с англ. — «Северная звезда»). Самолёт был окрашен по типу RC-135S, но при этом не имел разведывательного оборудования и больших окон на правом борту.
В 1987 году дополнительно С-135В борт 62-4129 был переделан в учебно-тренировочный TC-135W. Данный самолёт предназначен для обучения экипажей RC-135W и по типу последнего также оборудован радиопрозрачными обтекателями, однако никакого разведывательного оборудования, как и генераторов помех на нём не установлено — самолёт является учебным. По некоторым данным, по такой схеме был переоборудован и борт 61-4127.
В учебный TC-135B был переделан и самолёт погодной разведки WC-135 борт 61-2667, но он уже предназначался для обучения экипажей наблюдательных OC-135B; в 1997 году борт 61-2667 был переделан обратно в метеосамолёт WC-135W.

## Операторы

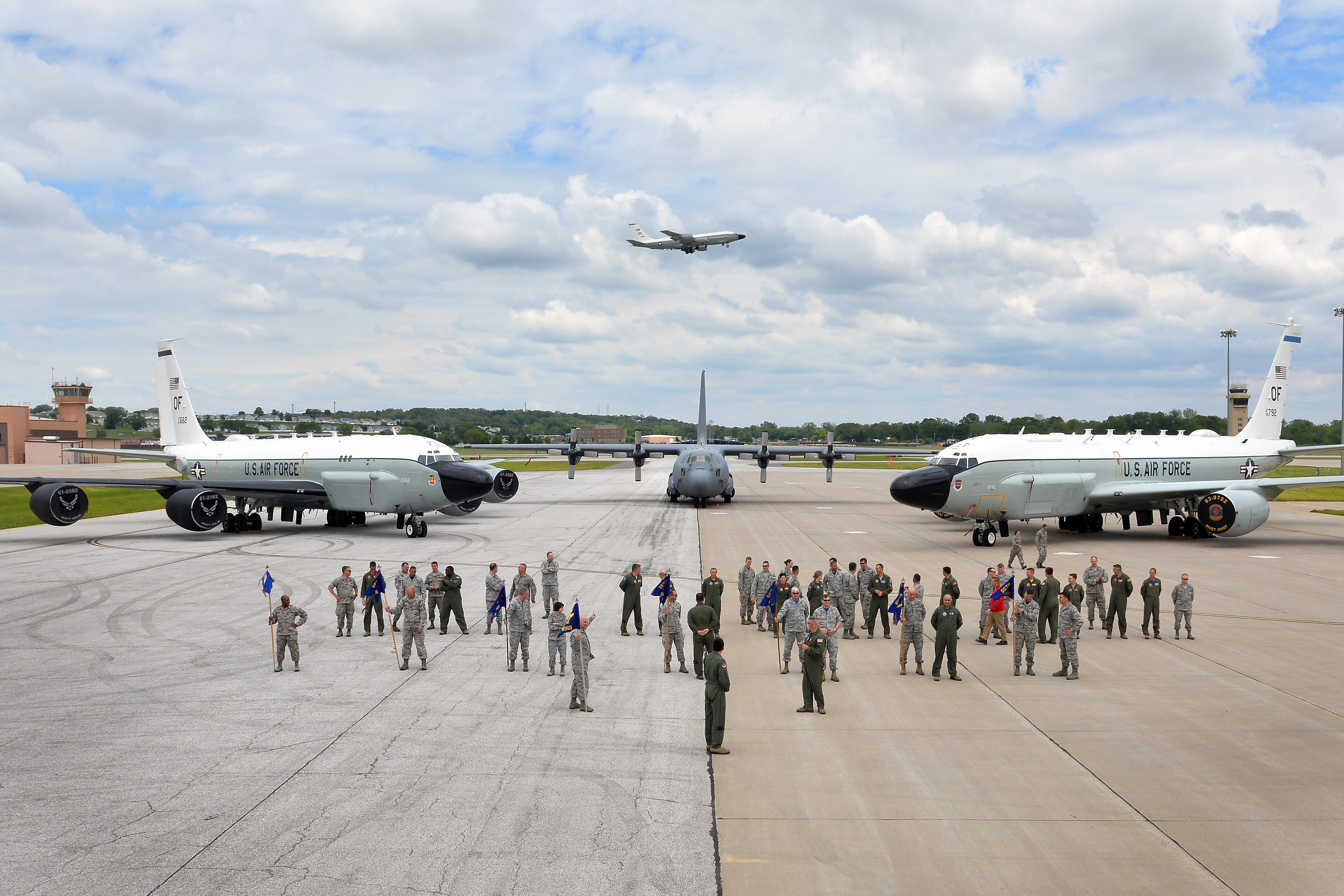
Авиабаза Оффатт (2016 год). Самолёты на аэродроме слева направо: RC-135S, C-130, RC-135W

Военно-воздушные силы США — Боевое авиационное командование
- 55-е авиакрыло[англ.] (авиабаза Оффатт, штат Небраска)
  - 38-я разведывательная эскадрилья[англ.]
  - 45-я разведывательная эскадрилья[англ.]
  - 82-я разведывательная эскадрилья[англ.] (авиабаза Кадена, Япония)
  - 95-я разведывательная эскадрилья[англ.] (авиабаза Милденхолл, Англия)
  - 338-я учебно-боевая эскадрилья[англ.]
  - 343-я разведывательная эскадрилья[англ.]

 Королевские военно-воздушные силы Великобритании
- 1-я авиагруппа[англ.]
  - 51-я эскадрилья[англ.]  (авиабаза Уоддингтон[англ.], графство Линкольншир)

## Происшествия
- 29 сентября 2022 года самолет RAF RC-135 Rivet Joint был перехвачен двумя российскими Су-27, один из которых выпустил ракету в направлении RAF Rivet Joint. Впоследствии Россия заявила, что это произошло из-за технической неисправности и признала, что инцидент произошел над Чёрным морем в международных водах. Министр обороны Великобритании Бен Уоллес заявил: «нам невероятно повезло, что эпизод не привёл к более тяжелым последствиям»[15]. Позже об инциденте было обнародовано больше информации на основе утечек секретных данных. По словам двух представителей министерства обороны США, российский пилот неправильно истолковал то, что ему говорил оператор радара на земле, и подумал, что у него есть разрешение на ведение огня. Пилот произвёл прицеливание и пуск ракеты, но ракета не запустилась должным образом[16].